# Chorwon (comté)
Le comté de Chorwon est situé dans la province du Kangwon, dans le sud de la Corée du Nord.